# Prosphilus mourgliai
Prosphilus mourgliai là một loài bọ cánh cứng trong họ Cerambycidae.